# ダイナマイト刑事
『ダイナマイト刑事』（ダイナマイトでか/英：Die Hard Arcade[ダイハード アーケード]）は、セガが1996年から発売したアーケードゲーム。家庭用ゲーム機にも移植されている。開発はAM1研/STI。

## 概要
セガより発売された『獣王記』、『ゴールデンアックス』、『エイリアンストーム』といったゲームを担当してきた内田誠がディレクターを担当。1作のゲームはAM1研とセガのアメリカにあるスタジオのセガテクニカルインスティチュート（STI）の共同でセガテクニカルインスティチュートのスタジオにて開発された。AM1研がエンジニアリング、デザイン、アートを提供し、セガテクニカルインスティチュートはアート、デザイン、アニメーションを提供してゲームが開発された。
プレイヤーを操作してテロリストたちと戦う「アクションシーン」、画面の指示に従ってボタンやレバー操作を行う「ビジュアルシーン」、ストーリーの確認を行う「ムービーシーン」で構成されている。レバー操作で8方向への移動と、パンチ、キック、ジャンプの3つのボタンを組み合わせることでコンビネーションやジャンプ廻し蹴りなどの技が出せる。
シリーズは共通して、強行潜入捜査を行う主人公ブルーノ・デリンジャーたちが各種格闘技の他に柱時計、冷凍マグロ、デッキブラシなど周囲に落ちている日用品を武器にして戦う3Dベルトスクロールアクションゲームである。素手状態で相手に接近すると「掴み」状態となり、そこから様々な打撃や投げ技（主にプロレス技）を出せる。ハンドガンを持っている場合は手錠をかけ逮捕することで敵の体力に関係なく無力化できる。ただし、反撃し逮捕を妨害したり逮捕ができない敵もいる。
「ビジュアルシーン」では、一定時間内に画面の指示通りの操作をすることで敵を出会い頭の一撃でノックアウトしたり、走ってくる車や敵の攻撃を回避するなどにより、体力が少し回復するなど有利な状態になる。失敗すると余計な戦闘が発生したり、無駄にダメージを受ける。このときに映画的なマルチアングルからのスローモーションによる演出が入る。

## シリーズ

### ダイナマイト刑事
第1作。1996年にセガサターンと互換性のあるST-V基板で制作された。高層ビルに突入し、テロリスト集団に捕らわれている大統領の娘を救うのが目的。全5ステージ構成。当初は『DEADLINE』というタイトル名でロケテストが行われており、後にPS2版のゲームモードの名に流用されている。
主人公の動きは鈍く、逆に敵側は攻撃力が高く、こちらの攻撃をガードする者まで居るなど主人公より高性能である。また、出現する回復アイテムはどれも微量しか体力を回復できないので1コインクリアはかなり難しい作りとなっている。尚、難易度設定や残機、体力の設定はアーケード版でのみ可能となっている。
ブルーノとシンディの服はステージが進むごとにジャケットが消え、履物が脱げ、パンツも半分以上が千切れるといった具合にどんどんボロボロになっていく。あくまで演出なので性能に変化はない。
元々、映画『ダイ・ハード』を意識して開発されたタイトルであり、開発途中で『ダイ・ハード』の版権を取得することができたため国外では『Die Hard Arcade』のタイトルで発売された。
日本版『ダイナマイト刑事』との大きな相違点としては、ブルーノ・デリンジャーがジョン・マクレーンであること、ステージ中のグラフィックにナカトミ商事のロゴが描かれている点と、キャロライン・ヨーコ・パウエルが映画版に登場するタカギ社長の娘ではなく「ナカトミの娘」という設定に変更されている点がある。

#### キャラクター
ブルーノ・デリンジャー警部補1プレイヤー側キャラクター。サンフランシスコ市警察所属、青いMA-1がトレードマークの熱血刑事（デカ）で通称「ミスターダイナマイト」。捜査中の物的損害の総額は140億ドルにも上る。若干シンディより素早さが低いが、攻撃力に関してはブルーノの方が高い。なおDC版の『ダイナマイト刑事2』に、隠しキャラクターとして初代仕様のブルーノが登場している。
モデルは『ダイ・ハード』のジョン・マクレーンを演じたブルース・ウィリス。前述の通り、海外版『Die Hard Arcade』ではジョン・マクレーン本人となっている。
42歳。テキサス州出身。趣味は日曜大工。苦手なものは「今度のSWATの隊長」でシンディのことである。
2012年発売のクロスオーバー作品『PROJECT X ZONE』に登場。担当声優は樋浦勉。
シンディ・ホリデイ警部
2プレイヤー側キャラクター。新任だが、23歳という若さでSWAT隊長に任命された超エリート婦警。性格は自信に溢れ、痛烈な皮肉を言うこともしばしばある。若干ブルーノより攻撃力が低いが、素早さに関してはシンディの方が高い。また女性だけあり金的蹴りを受けてもブルーノのように股間を押さえて悶絶することがない。彼女もDC版の『ダイナマイト刑事2』に隠しキャラクターとして再登場している。
23歳。ニューヨーク州出身、趣味はドライブで、苦手なものは「獣のようなB警部補」でブルーノのことである。
ウルフ本郷（仮名）
ダイナマイト刑事シリーズ通しての悪役でテロリスト集団のボス。今回の事件の舞台となったエターナルタワーの警備を担当する「ワタナベ・ガード・サービス」の取締役。
白髭をたくわえた50代くらいの男だが、格闘術および剣術に長けている。本名を含め、その素性は作中でも明らかにされていない。
趣味は座禅、盆栽、日本酒。
キャロライン・ヨーコ・パウエル
大統領の娘で12歳。本作のヒロインに相当するキャラクターで、シリーズを通して登場する本作を代表するキャラクターである。
当時のポリゴン造形性能の限界による不細工な顔や、2人同時プレイでウルフ本郷を倒した後に彼女の「戦って勝った方をボディガードにする」との発言のせいで1Pと2Pの戦いになることから、稼動当時のプレイヤーからは「助けたくない」とまで言われていた。PS2版のセガ公式サイトでも「当時「助けたくない」とさえ言われた大統領の娘もこのとおり。」「一度見たら忘れられない個性的な魅力に溢れた「大統領の娘」こと“キャロライン＝ヨーコ＝パウエル（12歳）”」 とネタにされている。

#### セガサターン版
1997年1月24日にセガサターンに移植・発売され、好評なセールスを記録した。大容量のディスクメディアを活かし、BGMはアーケード版同様の内蔵音源版の他、新たに収録されたアレンジ版の2つが収録されている。デフォルトBGMはアレンジ版となっており、内蔵音源版はモード選択時にX、Y、Zボタンを同時入力しながらゲームスタートする必要がある。
また、ゲームクリア後にブルーノとシンディを描いた1枚絵が表示される要素も追加された。消費したクレジット数によって内容が変化する。
おまけゲームとしてセガの初期ゲーム『ディープスキャン』が収録されており、コンティニューのためのクレジットはおまけゲームをプレイしないと増えない仕様だった。

#### PlayStation 2版
2006年にセガの旧作を低価格で移植するセガエイジス2500シリーズのVol.26としてPlayStation 2版が発売された。レイティングはCERO：C（15才以上対象）。
コンティニュー数を稼ぐためのおまけゲームとして、セガが1966年に発売した、潜望鏡を覗いて遠方の敵艦を魚雷で撃沈するエレメカゲーム『ペリスコープ』の復刻移植版を収録しており、元になるゲームを探し出すところから始まった苦労談が公式サイト内のクリアパスワードで読めるコーナーにて掲載されている。
2012年8月22日よりPlayStation 3のPlayStation 2アーカイブスでダウンロード販売が開始された。
最初プレイできるのはグラフィックを完全リメイクした「DYNAMITE DEKA MODE」、アーケード版と同じセガサターン版を再現した「SEGASATURN MODE」（内蔵音源版BGMは収録されていない）、難易度を下げた「EASY MODE」の3モード。それぞれのモードをクリアすると逮捕のみで敵を倒す「ARREST MODE」、銃のダメージが異常に高い「ONE SHOT KILL MODE」、敵からダメージを受けない代わりに制限時間が厳しい「DEADLINE MODE」、主人公が『獣王記』の獣人となり、時間経過で体力が減っていく「ALTERED BEAST MODE」の4モードが追加される。
また、「DYNAMITE DEKA MODE」と「SEGASATURN MODE」以外では主人公がコスプレをするアイテムが落ちていたり、武器の外見がコミカルなものに変わったり、内田プロデューサー作品にちなんだキャラクターが敵や背景として登場するといったアレンジがなされている。
その他にもアーケード版やセガサターン版が発売された当時のグッズのギャラリーや話題となった主題歌入りCMがおまけとして収録されている。
PlayStation 2で出たゲームであるにもかかわらずメモリーカードへのセーブに対応しておらず、隠し要素を出すためにはクリア時に表示される隠しコマンドを毎回入力する必要がある。

### ダイナマイト刑事2 カリブの海賊編
第2作。MODEL2基板で制作され、1998年にリリースされた。日本国外ではDynamite Copというタイトルで発売されている。本作が、セガがMODEL2基板で最後に発売したゲームとなった。
豪華客船「BERMUDA」がウルフ・ホンゴウ率いる海賊たちに占拠され、ブルーノと米海軍特殊部隊SEALs隊員が人質救出とテロリスト殲滅に向かうストーリー。ゲーム開始時にパラシュート、ボート、潜水からなる3つの潜入方法の選択（選択によってステージのルートが変わる）、向ける方向が8方向（前作は左右の2方向のみ）に増え、ダッシュの速度が大幅に上がっていて、更に後述するパワーアップの仕様が強力なこともあって難易度低下に繋がっており、初心者向けの内容となっている。
ザコ敵が口ひげを蓄えている率が非常に高いことや、オオカミや亀、カニといったコスプレをしているようなビジュアルのザコ敵がいること、やたらと太った姿のボスキャラクターが多いこと、他にも「サウナで半裸の男に襲われる」「男子トイレで沢山の男に取り囲まれる」といったシチュエーションが続出するなど、お笑い要素も非常に多い。
武器にはブラストシティ筐体や寿司、便器など様々なものが新しく登場した。素手での攻撃は敵を持ち上げるなど新しい要素も追加されているが、前作より技の数は少なくなっている。アクションシーンではフィールド内に腰の高さほどの段差が追加された。段差がある場合は上に登れる。敵を段差の上に放り投げて一方的に攻撃するなど、戦いを有利に進める使い方もできる。赤いP（power-up）の文字のアイテムを5個取得すると一定時間パワーアップ状態になれる。Pアイテムは敵を倒すと出現する。フィールド内に置いてあるものもある。さらに緑色のS(special power-up)の文字のアイテムは一つ取得するだけでパワーアップ状態になれる。前作ではただの演出だったが、今作からはダメージを受けていくとキャラクターの衣服が破れていくようになった。
稼働時間により、ゲームオーバー時に表示されるパスワードが異なり、それぞれのパスワードをオフィシャルページで入力すると情報が見られる。
1999年にはドリームキャストにも移植された。本作のオマケはトランキライザーガンであり、更なるグラフィックの強化、プレイヤー同士で対戦する対戦刑事、100人の敵を倒す時間を競う百人組手、敵からの武器によるダメージ増加や時間制限、体力がほぼ0からのスタートといった厳しい状況で戦う激闘編などが追加されている。スタンガンなどの新しく追加された武器もあるが、アーケード版に存在した「ナツカシイデンワ」や「アンカー」など一部武器が登場しない。
2002年にはセガとクールネットエンタテイメントの共同ブランド『CoolCool』よりXbox版が発表された が、発表以降は情報がなく、立ち消え状態になっている。CoolCool自体もレンタヒーローNo.1以外発売されず、消滅している模様。

#### キャラクター（2）
ブルーノ・デリンジャー警部（43歳）
前作のエターナルタワー事件解決の功績により警部補から警部に昇格した。大統領直々の命により、今回の作戦に参加する。
バランス型で他の2人より武器の威力が高い（棒系武器の場合は他の2人より連続攻撃できる回数が多く、攻撃の速度も速くなっている）。
パワーアップするとハンドガンを七連発撃つ「クレイジー7ショット」、棒系武器装備中に発動可能な「スーパースティックロール」が使えるが、これらの武器は落ちていることが少ない。よって3人いる使用キャラクターの中で一番弱いということになりかねない。
ジーン・アイビー軍曹（27歳）
白人女性の新キャラクター。ウクライナ生まれ。米海軍特殊部隊SEALsの鬼軍曹。
中国拳法とサンボに精通し、スピード型で他の2人より関節技（敵を掴んだ際の攻撃）の威力が高いが技の出が基本的に遅く攻撃範囲が狭いなど、扱いが難しい上級者向けのキャラクターとなっている。コマンド技を次々と繰り出すと彼女の旨味を引き出すことができる。関節技の最中は無敵なので、次々と相手に組むことができれば無類の強さを発揮するが、組みづらいボス戦では苦労する。
パワーアップすると敵にしつこいほど関節技を繰り出す、「ゴールデン13レッグホールドコンボ」、「マーベラス12グラップルコンボ」が使える。
16歳でロシアのスペツナズに入隊するが訓練中に失踪し、軍籍を抹消される。その後19歳でモサド、SASなど世界の特殊部隊を転々としたと噂されているが、ジーンの経歴は謎が多くペンタゴンの資料もほとんど消されている。
趣味は日本のアニメ鑑賞。家族は父、母、弟がおり、現在オーガスタで「トラットリア・陽気なコザックダンサー」というレストランを経営している。しかし、出している料理はイタリアンである。
エディー・ブラウン伍長（21歳）
陽気な黒人男性の新キャラクター。ムエタイ使いの米海軍特殊部隊SEALSの新人メンバー。バイ で趣味はレゲエ（ダンス、ライフスタイルどちらもOK）。
パワーよりのバランス型で他の2人より打撃技の威力が高い。技の出も基本的に早く、攻撃範囲も広い初心者向けのキャラクターとなっている。ボス戦でもザコ戦でも適当に暴れ回っているだけで攻略ができる。
パワーアップすると敵を猛打を叩き込む「アジアン11フラッシュコンボ」、「タイボクシング9キッククラッシュ」が使える。投げ技はムエタイの他柔道のものが多い。
素行不良だった過去があり、成り行きで48時間ほどある刑事と手錠でつながれたまま捜査に協力することになった。これが改心するきっかけになる。その後ビバリーヒルズでバナナの皮で転倒し、一時記憶喪失になる。そのまま行方不明になってしまい、見つかったときにはチベットで超常現象を起こすような人間になっており、大層びっくりしたというエピソードがある。日本にいたことは無いが「新宿二丁目の盗塁王」や「二丁目の英雄」というあだ名が付いている。
モデルはエディ・マーフィ。上記の経緯もほとんどがエディ・マーフィが主演した映画の内容のパロディとなっている。
ウルフ・ホンゴウ（年齢不詳）
前作の事件で逮捕され、サンフランシスコからアルカトラズへ移送中にカリブ海上で消息を絶つ。
古代バミューダの秘術による肉体改造を行い、額からはエクトプラズムを集中して発射するバミューダサイキックビームを会得した。その後、謎の島を拠点に海賊を装ったテロリスト組織を結成、今回の事件を引き起こす。
キャロライン・ヨーコ・パウエル（12歳）
今回占拠された大型客船に居合わせた大統領令嬢。前作と同じように机の下など狭いスペースに隠れている。髪の色が茶色っぽくなっている。ブサイクなのは変わっていない。
選ぶルートによっては、ペドロに蹴りを入れられたり、逆にエンディングでやらかしたブルーノの延髄に蹴りを入れたりする。
マーク・シモンズ
米海軍特殊部隊SEALSの隊長であり、今回の作戦の指揮者。部外者であるブルーノのことを疎ましく思っている。SEALS隊員がかぶるベレー帽は緑色だが、彼の被るベレー帽だけ色が赤い。これは返り血を浴びて赤く染まったからと言われている。
ペドロ・ザ・ブー
海賊の一員で祈祷師。シモンズを始末し、本人に変装してブルーノたちに奇襲をかけようとする。話をしている途中に攻撃することが可能。
明日乃山留吉（あすのやまとめきち）
キッチンで遭遇する中ボスキャラクター。選ぶルートによって明日乃山、サカイ、チャオのいずれかと戦うことになる。元相撲取りで前頭二枚目まで昇進したが、黒い交際が発覚して自主的に廃業。しかしそれは表向きの姿で、実際は黒い交際は続いており、前作にも青い服を着た相撲取りの敵として登場している。ブルーノらに逮捕された後は模範囚として驚異的なスピードで出所し、行方不明となっていた。
攻撃は前作のようなローリングアタックに加え、距離を置くとグレネードを投げてくるようになった。
ポワレ・ド・サカイ
日系フランス人。「料理は哲学だ」を心情とした彼の気風から人々は料理の哲人と呼ぶ。料理スタイルは伝統的なフレンチを基本に「わび」「さび」「たび」「わらじ」などの思想的デコレーションを加えている。京都でレストランのオーナーシェフであったが幻の食材の噂を聞きバミューダへ飛んだ。クラーケンを逃した際は「今日の松井は4打席4三振」とコメントを残している。サカイの投げるグレネードは人参の形をしている。
チャオ・トンミン
中国武闘派コックの有名人。生まれたときに右手にオイスターソース、左手に鍋を持っていたという逸話がある。14歳で家を出て中国全土を旅しながら、その土地の料理人に辻勝負を挑んでいた。背中に背負う料理器具の数々はその時の戦利品である。父のハンミンも料理界の聖人と呼ばれる有名人だが、餃子の包み方で口論となり家を出てから会っていない。
海賊夫婦
前半に登場するボス。夫がキャプテン クック・クツ・クー。妻がマダム・ヤン。夫婦揃って巨体である。
片方がもう片方を上空に打ち上げ、その巨体でブルーノたちを押しつぶす攻撃をしてくる。見た感じはいかにも海賊風の格好だが、その前身は「バハマ雑技団」のメンバーである。
子供を誘拐し、将来の悪の手先とすべく養成しているとの情報もある。マダム・ヤンは「カイロ最強のベリーダンサー」と言われており、攻撃にその名残（腰使い）が見える。夫のクックは妻の尻に敷かれていること以外、特に情報はない。
バミューダ族
全身黒塗りで骸骨のような白いペイントをほどこした原住民。ダメージを与え、ダウンさせると二人に分裂する。頭に飾りを付けて、剣や二挺マシンガンを装備している者はハイバミューダと呼ばれている。
カニ男
背中にカニを背負った海賊の一員。普段は西海岸のシーフードチェーン「かに大学」で日夜悪の組織のために資金を稼いでいる。背負っているカニは強化FRPで作られており、武器にも防具にもなる。このため、かに大学では食い逃げ事件が発生しないらしい。カニ男を含めた着ぐるみ男たちはハンドガンで逮捕ができないという特性がある。
カメ男
背中にカメの甲羅を背負った海賊の一員。カニ男同様普段は新しい日本の味を提供する和菓子の専門店「海亀屋億年堂（お菓子の勝利打点王という控えめなキャッチコピーでお馴染み）」の店員をしている。背負っている亀の甲羅は合衆国の西海岸に展開している店舗のみ採用されている制服である。カニ男と違い甲羅の重量は30キロ強もあり、半端な根性では背負えない。
オオカミ男
背中に狼の毛皮を被った海賊の一員。普段は精神病院の看護師を務めており、嘘つきオオカミ少年たちを診るのが仕事。狼の着ぐるみは制服である。
サメ男
サメの骨をまとった海賊の一員。普段は怪しい店の用心棒をしているらしい。サメのコスチュームはバミューダ製である。
クラーケン
船内に潜んでいる巨大なタコ。足を使っての巻きつき、子ダコを集らせる、墨を吐くなどの攻撃をしてくる。サカイに料理されそうになったところを逃げ出したと言われている。

### ダイナマイト刑事EX 〜アジアンダイナマイト〜
2007年7月30日にリリースされた9年ぶりの新作。NAOMI基板を使用している。日本国外では『Asian Dynamite』というタイトルで発売されている。同じくストーリーも9年後となり、おなじみのブルーノ・デリンジャー刑事とCIAのジェニファーのほか、元大統領の娘であるキャロライン・パウエルがプレイヤーキャラクターとして登場した。今作の舞台はアジアの大都市である。なお、本作は完全新作ではなく、『2』の調整＆バージョンアップ版という位置付けである。ゲームバランスはベースとなった『2』より少し安定している。
前作の強力なシステムであった「パワーアップ」が廃止された。制作者なりに解釈された萌え要素が込められているとのことで、衣装の入ったトランクを入手するとプレイヤーキャラクターが着替え、キャラクター性能に変化が出るというコスプレシステムが導入されている。ブルーノ・デリンジャーはカンフー着、ランボー風軍人、キャロラインはチャイナドレス、キョンシーなどに着替えられる。コスチュームには耐久力ゲージがあり、敵の攻撃を受けるなどするとゲージが減っていき、それが全てなくなると元の姿に戻る。
また、大統領の娘がそれなりに可愛くなっていたり、正式タイトルを「特亜刑事」に提案しようとするなど裏話の書かれたロケテアンケート（裏）やトライアングル・サービスの藤野社長直筆による「アクションラブ。」の書がデモ画面に登場したりと、細かいネタもグレードアップしている。なお、ビジュアルシーンに3択クイズが追加され、正解を3つのボタンで素早く答えないと敵との戦いになる。
ドリームキャスト版『2』同様に特定の場所を攻撃すると、イラストのパズルピースが出現、取得するとエンディング時のスタッフロールに背景が追加される。

#### キャラクター（EX）
ブルーノ・デリンジャー (BRUNO DELINGER)
SFPD（ネオ・サンフランシスコ市警）の警部 52歳。
コスチューム
龍柄トランク：ドランク・クンフー　(BLUE LEE)
酔拳のジャッキー・チェンを髣髴させるキャラクター。動きが機敏ではじめから木机を持っている。
シルバートランク：ジハード・バーミヤン　(SKULL HUNTER)
傭兵のようなコスチューム。はじめからマシンガン2丁を持っている。コスプレ状態でマシンガンを撃つことができる唯一のコスチューム。
木目トランク：マイアミ・マッチョ (KING KHAN)
メキシコ出身プロレスラーのようなコスチューム。動きが遅いが力は強い。Aボタンため押しで前方に火球を吐くことができる
キャロライン・パウエル (CAROLINE POWEL)
前回、豪華客船乗船中に誘拐されてしまった大統領（当時）の娘。今では大統領夫人の座に収まっている。今回は誘拐されたのは彼女の娘。
『2』のジーン・アイビー軍曹と同性能。扱いの難しい上級者向けキャラクターであることは変わっていない。
コスチューム
龍柄トランク：シンデモ・シニキーレン (JHANG SHI)
露出を多くしたキョンシーのようなコスチューム。攻撃スタイルはパラパラのような動き。
シルバートランク：ミス・チャイナコネクション (GUN MASTER)
チャイナドレス。はじめからハンドガン2丁を持っており、アクション映画のようなスタイリッシュな撃ち方で攻撃する。回復アイテムは拾うことができるが、その他の物は一切拾うことができない。
木目トランク：ヤスダ・クニコ (KIKU HIME)
巫女のコスチューム。Kボタンで攻撃方法が異なる錫杖→獅子頭→玉串→素手の順番に切り替わる。何か手に持っているときにはアイテムを拾うことができない。
ジェニファー・ジェニュイン (JENNIFER GENUINE)
数か国語をちゃんぽんで話すアジア担当のCIAエージェント。癖が強く使いにくいところがある。
『2』のエディー・ブラウン伍長と同性能。
コスチューム
龍柄トランク：エナメル・チョッキーヌ (BLOODY SHEARS)
全身包帯尽くめのコスチューム。攻撃スタイルは突き。
シルバートランク：ザ・デイドリーム (TRICKY CLOWN)
サーカスのクラウンのような奇妙なコスチューム。所持したものを特殊なトランプに変えて飛ばす能力を持つ。
木目トランク：マントラ・マンダラ (MANDALA)
仏教徒のようなコスチューム。手に持ったアイテムを打撃系アイテムとして使用する能力を持つ。
ウルフ本郷
カリブの海賊編のような半裸はやめ、黄金のスーツにサングラスという出で立ちに変わった。海賊組織をブルーノたちに潰された後、裸一貫で起業に成功。
ブンカイサン
巨大な埴輪の様な兵器。数匹もの白蛇をけしかけたり、岩を落としたり、拳を地面に叩き付けて地響きを起こしたりなどの攻撃手段を用いてくる。
現場監督兄弟
工事現場の監督を務める巨漢の兄弟。重攻撃手段は体当たりとフリスビー投げ。
現場監督姉妹
コンパニオンの様な姿をした大柄な姉妹。攻撃方法は兄弟と同じ。
悪の警備員
ウルフ本郷に雇われた悪徳警備員。
ラオスコマンドー
二本の鉈で攻撃してくる編み笠を被った男性。
メイド
金髪のツインテールが特徴のメイド。二種類おり、黒系のメイド服を着用しているのがツンツンメイドで、赤系のメイド服を着用しているのがツンバラメイドである。
チュウカナミドリ
緑色のチャイナドレスを着た中華系の女性。
サーカスマオマオ
青い中華服を着た曲芸師の女性。
フロアマネージャートム
伊達眼鏡に七三分けの髪型が特徴のフロアマネージャーの男性。
カクレデカオター
ヘッドフォンを装着し、眼鏡を着用したオタクの男性。
ハノイノチョウトッキュウ
麦わら帽子を被り、籠を背負った男性。籠の中からゴミを飛ばして攻撃してくる。
カーネル・ハンター
太っちょ体型の探検家の男性。グレネードを投げつけて攻撃してくる。
キグルミハイユウ
パンダの着ぐるみを着用した男性俳優。
ヒットマンテツヤ
大柄な殺し屋の男性。吹き矢で攻撃してくる。
タカ・クラーケン
前作に登場したクラーケンがサイボーグとなった姿。攻撃方法は前作と同じ。
キョウゲキマンキー
京劇俳優の男性。船長を殺害し、彼になりすましていた。

## 武器
このゲームの非常にユニークな要素の一つとして、武器の多彩さがある。このゲームではその辺に置いてある、または落ちている物を拾ったり、敵が持っているものを奪ったりして武器として使用する。その武器アイテムの多彩さで、拳銃やライフルなどごく一般的な武器の他に、対戦車ミサイル・対艦ミサイルのように「人間に使用するにしてはあまりに大仰過ぎる武器」や、日用品や食べ物のように「通常は武器として使用しないもの」などがある。
以下は大まかな分類である。括弧内は登場するシリーズ。

### 射撃武器
小型の火器と違い、ランチャーなどの大型火器は装備すると動きが遅くなる。なお、弾を撃ち尽くした場合、武器そのものを敵に投げつけて攻撃する。『1』では予備マガジンがハンドガン用、マシンガン用と分かれていたが、『2』から共通となった。ハンドガンとマシンガン（『2』以降）は次のステージに持ち越し可能。
- ハンドガン（1、2、EX）
『1』では装弾数12発。他の武器と違い、2丁まで持つことができる。持った状態で敵を掴むとPボタンかKボタン2回押しで逮捕することができる。
『2』からは装弾数が15発になったほか、逮捕前にKボタンで相手を脅してアイテムを4つまで奪うことができるようになった。しかしやり過ぎると反撃（金的蹴り）を受けることがある。
- マシンガン（1、2、EX）
『1』では装弾数20発、2以降は持越しが可能となったが装弾数が15発に減少。1発の威力はハンドガンほどではないがこちらは1回で4連射される。敵を逮捕することはできない。
- 4連装ロケットランチャー（1、2）箱型花火（EX）3連装バズーカ砲（2）
人に対して対戦車ミサイルを発射する。爆風、直撃ダメージともに見た目ほど高くはなく、重さからプレイヤーの移動速度が低下する。爆発で敵を纏めて吹き飛ばすことができる。4連装ロケットランチャーは装弾数が6発。
- 対戦車ライフル（1、2、EX）
人に対して対物弾を発射する。威力はロケットランチャーよりも高く、敵を壁へ叩き付けるほど。ロケットランチャーよりも重いため、移動速度が極端に落ちる。
- 弓矢（2）ストラディモエ（EX） 胡弓（EX）
- 対艦ミサイル（2）酸素ボンベ（EX）
人に対して対艦ミサイルを発射する。対戦車ライフルと同様に移動速度が極端に落ちるが、爆発でステージ中の敵全員を吹き飛ばし、対戦車ライフル以上の大ダメージを与える。
- レーザーガン（2）消火器（EX）
攻撃が連続ヒットし敵に多大なダメージを与え、痺れさせて動きを止めることができる。
- 水中銃（2）
- 大砲（2）
海賊船に備え付けてある大砲。対戦車ライフルと同等の性能を持つが、持ったまま走ることができる。

オリジナル版では判別不能だった銃の外見もPS2版ではリメイクされ、実在の銃器を再現した物が大挙して登場している。
DYNAMITE DEKA MODE
HANDGUN：ベレッタM92
MACHINEGUN：MP5
MISSILE LAUNCHER：M202ロケットランチャー
ANTI TANK RIFLE：バレットM82
EASY MODE
ガバ：コルト・ガバメント
ルパン：ワルサーP38
シャクトリムシ：ルガーP08
グリースガン：M3サブマシンガン
セカイイチヤスイSMG：ステンガン
マシーネンピストーレラング：ワルサーMPL
SA7 グレイル:9K32
ARREST MODE
オマワリサン：S&W M10
コンシールガン:デリンジャー
ピースメーカー：コルトSAA
ナカオレ：エンフィールドNo.2
トミーガン：トンプソンM1
ウージールゲイル:UZI
バイブルサイズ：イングラムM11
97シキジドウジュウ:九七式自動砲
ONE SHOOT KILL MODE
ヨンヨンマグ：S&W M29
マギー：マニューリン MR 73
オートジャム：オートマグ
ハンドキャノン：デザートイーグル
ビジランテ：FNブローニング・ハイパワー
バラライカ：PPSh-41
ピッグ：サコーM60軽機関銃
コウカリョウヘイライフル：ラインメタルFG42自動小銃
アールピージー：RPG-7
DEADLINE MODE
チェスカーゾブロジョフカ：Cz75
ロボデカガン：オート9
ソーコム：H&K MARK 23
リクジゴヨウタツ：SIG SAUER P220
バトルオーバーベトナム：コルトXM177
アーウーゲー：ステアーAUG
トランペット：ファマス
LAW:M72 LAW
ALTERED BURST MODE
ダブルッスラッドトリガー：グロック17
ブルームハンドル：モーゼルC96
クロボシ:トカレフ
マグナム：S&W M19
コクミンケンジュウ：H&K VP70
チェコノザソリ：Vz61
シュマイザー：MP40
イチロク：M16
アーカーヨンナナ：AK47
カールグスタフ：カールグスタフ (無反動砲)

### 打撃武器
武器での攻撃は、敵がガードしていてもヒットさせることができる。斧やナイフなどの近接用武器は攻撃力が低い代わりに連続して攻撃することができる。鉄パイプや棍棒は攻撃力とリーチに優れ、敵のダウンを奪いやすい。斧に関しては次のステージに持ち越すことが可能である。
『1』では近接用武器は何度使用しても壊れなかったが、『2』以降はある程度使用すると壊れるようになった。
- 斧（1、2）
- ファイヤーアックス（1、2）
- ナイフ（1）
- 割れたビン（1、2）
- デッキブラシ（1、2）
モップとも。使うためにはデッキブラシの入ったバケツを壊さなければならない。
- 鉄パイプ（1、2）
- ゴルフクラブ（1）
- ロボットのアーム（1）
敵のロボットにある程度攻撃を加えると、アームが外れて武器として使用できる。
- ヘアーモデル（2）
- モンキーレンチ（2）
- 槍（2）
- 木製の棒（2）
- 棍棒（1）
- マイクスタンド（2）
- アイロン（2）
- 黒電話（2）
- 傘（2）
- ラバーキャップ（トイレの吸盤）（2）

### 投擲武器
敵に投げつけて攻撃する武器で、壊れてしまうため1回しか使えない。どれも重いので持ち上げると移動が遅くなる。なお、中には投げつけると爆発するものもある。
- 椅子（1、2）
- ドラム缶（1、2）
揮発性燃料が入っており、投げると爆発する。
- アンティーク時計（1）
- モニターTV（1）
25インチの監視用モニター。天上に備え付けてあり、打撃を与えると落ちて使えるようになる。投げると爆発する。
- 皿、容器（2）
リンゴ、肉まん、ケーキ、手榴弾が載った器。乗ってある物を全て敵に投げつけるか、食べるかして無くなった後に武器として使用可能。
- 手榴弾（2）
Pボタンで遠くに投げ、敵にヒットすると爆発する。Kボタンでは地面に転がすように投げることができる。こちらの場合は爆発までタイムラグがある。
- ケースに入ったカジノのコイン（2）
- 冷蔵庫（2）
打撃を与えると中に入っているアイテムが出てきて、半分に壊れる。この状態から投げると爆発する。
- ブラストシティ筐体（2）[1]
セガ製のアーケードゲーム機の筐体。投げると爆発する。
- 自動販売機（2）
冷蔵庫同じ性能。
- テーブル（2）
- 樽（2）
- 木箱（2）
中に銃や斧などの武器が入っていることがある。
- 便器（2）
- 看板（2）
- ガスボンベ（2）
投げると爆発する。
- 炊飯器（2）
投げると爆発する。
- フォークリフト（2）
- 室内用運動器具（2）
投げると爆発する。

### 打撃+投擲武器
持った状態でパンチボタンを押すとその武器で殴りかかり、キックボタンを押すと投げつける。投擲武器と同様に1回で壊れる。
- バーベル（2）
- 植木鉢（2）
- 掃除機（2）
- 発火プラグ（2）
投げると爆発する。
- デッキチェアー（2）
- マネキン人形（2）
ロック歌手のものと女性歌手のものの2種類存在する。
- 気絶した敵（2）
敵を気絶させた後、武器としても使用可能になる。

### 食べ物
基本的な効果は「打撃武器」か、「投擲武器」「打撃+投擲武器」と同じ。なお、「投擲武器」タイプはキックボタンを押した後、「打撃+投擲武器」タイプの場合は投げつけて壊れた後、それを食べることで体力を回復できる。
- 冷凍マグロ（2）[1]
- ロブスター(EX)
- ニザカナリョウリ 「UGLY FISH」（EX）
- 冷凍牛肉（2）[1]
- メカジキ（2）
- フランスパン（2）
「打撃武器」と同じため、食べることはできない。
- シシカバブ（2）
「打撃武器」と同じため、食べることはできない。
- リンゴ（2）
- 肉まん（2）
- 寿司船（2）
- 古い寿司ネタ　「RAW FISH」（EX）
- スシオケ 「SUSHI RICE」（EX）
- ケーキ（2）
- モエモエケーキ 「FANCY CAKE」（EX）
- デカイゲッペイ 「FAKE CAKE」（EX）
- ヤキザカナ 「BAKED FISH」（EX）
- オオイリバコ 「METAL BALL」（EX）
パチンコに使う大入り箱。中身はパチンコ玉で、なぜか食べることが可能。食べた場合むせてしまい、体力が減少する。
デカイゲッペイ、ヤキザカナは食べ物であるにもかかわらず食べると体力が減少する（公式サイトによると前者は「不味い」、後者は「汚れた水に汚染されているため」と設定付けられている、海外版ではデカイゲッペイはFAKE CAKE（偽物のケーキ）の表記）。
- コラーゲン 「ROOT BEER」（EX）
見た目はジョッキビール
- ノビタラーメン　「NOODLES」（EX）
- カタイカンパン　「RATION」（EX）
- サビタチャリ 「BYCICLE」（EX）
なぜか食べ物に分類され、取ると体力が回復する。
- ノミカケコーヒー　「CUP COFFEE」（EX）
- アタタマルミズ 「RICE SOUP」（EX）
見た目は日本酒
- オトナノジュース「SODA」（EX）
見た目はビンビール
- タンサンインリョウ  「ROOT BEER」（EX）
- エキタイヨーグルト「YOUGURT」（EX）

### その他
主に相手の動きを止めることができる武器。なお、わずかではあるがダメージも与えられる。
- 殺虫剤（1、2）サビドメ（EX）
吹き掛けると敵を咳き込ませて動きを止めることができる。なお、ライターと併用すると火炎放射のような攻撃ができる。
- コショウ（1、2）モエモエコショウ（EX） ガンパウダー（EX）ロジンバッグ（EX）
振り掛けると敵にくしゃみをさせて動きを止めることができる。『2』以降はこれらを装備していると高威力のキック攻撃を出すことが可能。
- スタンガン（2、EX）
敵を痺れさせて動きを止めることができる。

## 小説
ダイナマイト刑事 BURNING 2020
著者はおかず、イラストは岩元辰郎が担当。桜ノ杜ぶんこ（一二三書房）より2014年5月5日発売。ISBN 978-4891992477
ゲームシリーズ3作の後日談となっており（プロローグでは『EX』のエンディングが描写されている）、2020年の日本・東京を舞台に65歳のブルーノと刑事サトウ・レイジが、ウルフ本郷の遺志を継ぐテロリスト勢力「フェンリル」、並びにそれらを背後から利用すべく暗躍する米国大統領夫人キャロライン・パウエルの陰謀に挑む。

### 登場人物
ブルーノ・デリンジャー
ゲームシリーズの主人公。65歳。『EX』の事件後、退職と離婚を経て10年間を自暴自棄に過ごしていたが、突然現れたキャロラインに日本行きのチケットを渡され、気晴らしに観光旅行へ来日する。しかし本人の意向とは裏腹にレイジと共に事件の捜査をさせられることになる。自ら老いを自覚しているが、肉体と刑事としての信念はいまだ健在である。
サトウ・レイジ
本作のもう1人の主人公。23歳。警視庁組織犯罪対策二課対外特殊係、通称「ガイトク」に所属する刑事。日本人ではないが、香港に市民権のある日本人の養子であるため、日本人名を持つ。詠春拳の使い手であり、偶然戦うことになったエディーを本気にさせるほどの実力を持つ。真面目で刑事としての正義感がある。洞察力もあるのだが、自分に向けられた千尋と愛魅瑠からの好意には気づかず、周りを呆れさせている。
ウルフ本郷に誘拐されていた子供たちの一人であり、『EX』の事件の際にブルーノに助けられた過去がある。そのことがきっかけでブルーノに憧れ、刑事になった。
鱶野崇嗣
「ガイトク」係長。30代前半。アメリカで研修を積んだ後に帰国し、「ガイトク」設立に携わった。冷静沈着で、半年で犯罪組織を4つも壊滅させたほどの凄腕を持つ。
相沢千尋
組織犯罪対策部の事務職員。19歳。学生時代は暴走族にいたことがあったが、所轄の刑事のおかげで更生し、夜間学校で資格を取得し事務職員になった。レイジに好意を持っており、事あるごとに彼の手助けをする。学生時代の名残があるのか、胸に触れようとしたブルーノに凄みをきかせ、彼をたじろかせた。
大見謝愛魅瑠
日本内閣総理大臣の孫娘。中学生。容姿端麗で気品がある。「フェンリル」に誘拐されていたところをレイジに助けられ、その後は彼とブルーノの捜査の手助けをする。
『1』と『2』におけるキャロラインのポジション。現在のビジュアルの他にキャロラインのような不細工なデザイン案があったことがあとがきで語られており、作中でブルーノから「ガキの頃のあいつ（キャロライン）よりよっぽど美人」と評されている。
キャロライン・パウエル
『1』『2』のヒロインであり、『EX』の主人公の一人。大統領夫人。自暴自棄に浸っていたブルーノに対し、何か思惑を抱きつつ日本への観光旅行を促す。
エディー・ブラウン
『2』の主人公の一人。海兵隊所属。とあるきっかけでレイジと戦闘を繰り広げる。